# Tropidurus madeiramamore
Tropidurus madeiramamore — вид ігуаноподібних ящірок родини Tropiduridae. Описаний у 2023 році.

## Поширення і екологія
Ендемік Бразилії. Поширений у штаті Рондонія. Мешкає у саванах серрадо.

## Назва
Голотип виду зібрано неподалік Музею залізниці Мадейра-Маморе, на честь якого названо цей вид.